# Fábio Moon
Fábio Moon (né le 5 juin 1976 à São Paulo) est un auteur de bande dessinée brésilien. C'est le frère jumeau de Gabriel Bá avec lequel il a créé Daytripper.

## Publications

### En portugais
- Vez em Quando (fanzine), 1993.
- Ícones (fanzine), 2 numéros, 1994-1995.
- 10 Pãezinhos (fanzine), 1997-1999.
- O Girassol a e Lua, São Paulo : Via Lettera, 2000.
- Meu Coraçaõ Não Sei Por Que, São Paulo : Via Lettera, 2001.

### En anglais
- Roland: Days of Wrath n°1-4 (dessin), Terra Major, 1999.
- Participation à Autobiographix, Dark Horse Comics, 2003.
- Ursula, AiT/PlanetLar, 2004. Traduction de Meu Coraçaõ Não Sei Por Que.
- De: Tales, avec Gabriel Bá, Dark Horses Comics, 2006.
- Participation à 5, auto-édité, 2007. Eisner Award de la meilleure anthologie 2007.
- Casanova n°8-14 (dessin), Image Comics, 2007-2008.
- Participation à PIXU, 2 vol., auto-édité, 2008. Réédité par Dark Horse Comics, 2009.
- Sugar Shock (dessin), Dark Horse Comics, 2009. Eisner Award de la meilleure série digitale 2008.
- B.P.R.D.: 1947 n°1-5 (dessin), Dark Horse Comics, 2009-2010.
- Daytripper n°1-10 (scénario et dessin), DC Comics, 2010. Eisner Award de la meilleure série limitée 2011.
- Casanova: Gula n°1-4 (dessin), Marvel Comics, 2010-2011.

## Traductions françaises
- Daytripper. Au jour le jour, avec Gabriel Bá, Urban Comics, coll. « Vertigo Deluxe », 2012.

## Prix et récompenses
- 2008 : Prix Eisner de la meilleure bande dessinée en ligne pour Sugarshock! (avec Joss Whedon) et de la meilleure anthologie pour 5 (en) (avec Gabriel Bá, Becky Cloonan, Rafael Grampá et Vasilis Lolos)
- 2010 : Prix Eisner de la meilleure mini-série pour Daytripper (avec Gabriel Bá)
- 2011 : Prix Harvey de la meilleure histoire pour Daytripper (avec Gabriel Bá)
- 2016 : 
  - Prix Eisner de la meilleure adaptation pour Deux Frères (avec Gabriel Bá)
  - Prix Harvey de la meilleure édition américaine de matériel étranger pour Deux Frères (avec Gabriel Bá)